# Survivor Series 2013
Survivor Series 2013 was een pay-per-viewevenement in het professioneel worstelen dat georganiseerd werd door de WWE. Dit evenement was de 27e editie van Survivor Series en vond plaats in de TD Garden in Boston op 24 november 2013.

## Wedstrijden
| Nr.                                                                          | Match | Winnaar(s)                      |
| ---------------------------------------------------------------------------- | --- | ------------------------------- |
| PS                                                                           | Kofi Kingston vs. The Miz in een een-op-eenmatch | The Miz                         |
| 1                                                                            | Cody Rhodes, Goldust, The Usos & Rey Mysterio vs. The Shield & The Real Americans (Jack Swagger & Antonio Cesaro) in een traditionele "Survivor Series" elimination tag team match                                               | The Shield & The Real Americans |
| 2                                                                            | Big E Langston (c) vs. Curtis Axel (met Paul Heyman) in een een-op-eenmatch voor het WWE Intercontinental Championship | Big E Langston (c)              |
| 3                                                                            | Team Total Divas (Natalya, The Bella Twins, The Funkadactyls, Eva Marie, JoJo) vs. Team "True Divas (AJ Lee, Alicia Fox, Kaitlyn, Tamina Snuka, Aksana, Summer Rae & Rosa Mendes) in een 7-op-7 Divas elimination tag team match | Team Total Divas                |
| 4                                                                            | Ryback vs. Mark Henry in een een-op-eenmatch | Mark Henry                      |
| 5                                                                            | John Cena (c) vs. Alberto Del Rio in een een-op-eenmatch voor het World Heavyweight Championship | John Cena (c)                   |
| 6                                                                            | CM Punk & Daniel Bryan vs. The Wyatt Family (Luke Harper & Erick Rowan) in een tag team match | CM Punk & Daniel Bryan          |
| 7                                                                            | Randy Orton (c) vs. Big Show in een een-op-eenmatch voor het WWE Championship | Randy Orton (c)                 |
| (c) huidige kampioen voor en na de match \| (nc) nieuwe kampioen na de match | |                                 |